# 고스트 스위퍼 미카미-극락대작전
고스트 스위퍼 미카미 극락대작전(GS美神　極楽大作戦!!)은 1991년부터 99년까지 일본의 슈칸쇼넨산데(소년선데이)에 연재된 시이나 타카시의 만화작품이다. 전 39권이다. 1993년도 쇼각칸 만화상 수상작이다. 1993년 4월 11일부터 94년 3월 6일까지 오사카의 TV 아사히 계열 방송국 ABC에서 애니메이션으로 만들어 일본 전국의 ANN 계열국을 통해 방송하였다. 방송은 시청률이 좋아서 방송연장이 될 뻔했으나 당초의 예정대로 전 45편으로 막을 내렸다.

## 개요
악령이나 요괴의 퇴치를 일로 하는 고스트 스위퍼 미신 레이코와 조수인 요코시마 타다오. 자신의 욕망대로 움직이는 두 사람과 멀쩡하지만 유령 오키누를 중심으로 한 일상의 난장판이나, 악령·요괴와의 싸움을 그리는 오카르트 코미디.연재 중반부터는 미진이나 요코시마를 둘러싼 운명과의 싸움을 주축으로서 그리는 이야기가 된다.

## 세계관
주인공이나 그 주변 인물만이 영능력이나 유령, 요괴라고 하는 것을 인지하고 있는 일반적인 영능 픽션과는 달리, 그러한 초상적인 현상이나 그것들을 진정시키거나 제령 하거나 하는 영능자의 존재가 세계에서 널리 인지되고 있는 세계관이 되고 있다.또 일부 요괴 등은 인간과 공존하며 사회 속에서 받아들여지고 있다.한편 사회의 기반은 어디까지나 과학이며 과학을 기초로 유령이나 요괴 등을 정의하기 어려운 면도 있어 그 신빙성을 묻는 목소리도 존재한다. 국제기구나 각 국가는 위와 같은 존재를 인정하고 있어 국가에 따라서는 정치에 큰 영향을 미치고 있다.또한 제령을 하는 영능자는 고스트스위퍼(Gostweeper)라고 불리며, 국가자격제도가 설치되어 관리되고 있다.
인간이 사는 인간계 외에 신족 등이 사는 천계(신계)나 마족 등이 사는 마계가 존재하며, 천계와 마계를 통틀어 명계라고 부르고 있다.
신족과 마족의 상층부는 할마게돈을 회피하기 위한 데탕트 상태에 있으며 최고신과 마왕 역시 친목이 두터운 모습. 그러나 세계를 유지하기 위해 마족들은 기본적으로 악으로서 신족이나 인간에게 계속 져야 하는 역할을 강요당하고 있기 때문에, 마족들 중에는 자신들이 계속 학대받아야 하는 상태에 많고, 적잖은 의심을 갖고 있는 자들도 많으며, 중반 이후부터는 자신들이 계속 괴롭힘에 관련된 이야기와 관련된 이야기와 관련된 이야기와 관련되어 있는 자들도 많으며, 중간의 문제들에 대한 의심을 품고 있는 자들도 많다,

### 세력
고스트스위퍼(GS)
의뢰를 받아 요괴나 악령 등을 퇴치하는 직업.이른바 제령사. 그러나, 항상 생명의 위험과 이웃할 뿐만 아니라, 오컬트 분야에 밝지 않은 자, 흥미가 없:는 자로부터는 「사기 장사」 「야쿠자 일」이라고 야유받는 일도 적지 않기 때문에, 사회로부터의 평가는 결코 좋은 것만은 아니다.또한 '신용제일'이 업:계의 모토이며, 고객의 의뢰에 실패하면 이후의 신용으로도 이어지기 때문에 실패가 허용되지 않는다<ref>어린 나이에 미신 미치에는 튜블러 벨에 기생:하게 되고 이를 제거하려던 부모가 제령에 실패함으로써 GS로서의 사회적 신용을 상실함으로써 파멸과 이웃한 불우한 삶을 오래도록.직업상 야간, 특히 영혼의 활동이 활발해지는 심야의 축에 드는 경우가 많다.
프로를 자칭하기 위해서는 국가 자격증을 통과한 후 일정한 연수기간을 거쳐야 한다.연수 후, 연수처의 보증을 받는 것으로 프로가 될 수 있다. 이 때문에, 요코시마는 자격 취득 후에도 계속해 미신의 점원이었다. 이 때문에, 일에 있어서의 미스가 발생했을 경우, 보증인도 연대 책임을 질 의무가 있다.자격:증이 없는 모구리 GS도 있어 설지승은 메도사의 휘하였던 관계상 한때 모구리에서 먹었다.
의뢰료는 GS에서 자체적으로 정할 수 있으며, 미신처럼 매우 비싼 의뢰료를 받는 사람에게서 탕소처럼 거의 무보수로 일을 받는 사람도 있다.
사제관계는 엄격한 것부터 느슨한 것까지 다양. 주요 사제관계로는 가라스 신부의 제자인 미신과 피트, 미신의 제자인 요코시마, 미진 미치에의 제자인 사:이조 등이 있다.에미와 타이거도 사제지간이지만 타이거가 정식 자격증을 취득했는지는 알려지지 않았다.민간 GS에는 여러 파벌이 있으며 미신은 스승인 당소교회의 일파에 속한다.
GS자격증취득시험
고스트스위퍼협회가 시행하는 국가시험 중 하나.개최일시는 연 1회, 2일에 걸쳐 열린다.매년 합격 인원은 32명.첫날 오전 1차 심사에서 128명으로 압축되고 오후에 있을 2차 시험 1경기에서 64명으로 압축된다.두 번째 경기에서 합격자가 가려진 뒤 순위를 가리기 위해 토너먼트 방식으로 끝까지 경기를 치른다.
1차 심사는 각각이 영력을 방사하여 그 강도를 심사하는 것.2차 시험은 응시자끼리 경기를 통한 실기로 영적인 무기라면 사용 가능하다.또, 시합중에 사망해도 사고라고 하는 형태로 취급된다.덧붙여서, 합격범위에 들어가 버린 후에는 결코 기권은 인정되지 않고, 만약 기권하면 자격을 잃어 버린다.
오컬트 G맨
ICPO의 초상범죄과의 속칭(ICPO는 실재하나, 초상범죄과는 가공의 조직).요괴나 악령퇴치, 초상현상 해결 등을 하는 공무원이다.국가·경찰기관으로부터의 의뢰 뿐만이 아니라, 경제적 사정등에 의해서 민간 GS에 의지할 수 없는 민간인의 의뢰에도 대응한다.그래서 의뢰인과 협상 끝에 개런티를 결정하는 민간 GS로서는 장사꾼과 같은 존재.
공공기관이기 때문에 자신의 자산과 수입으로 활동해야 하는 민간 GS와 달리 채산을 고려할 필요가 없어 비싼 무기와 도구를 충분히 사용할 수 있다. 그러나 공무원이기 때문에 받는 월급은 일정하다.
사이죠의 권유로 미카미가 나갔을 때는, 일이 수입에 반영되지 않는 데다가, 공무원으로서 요구되는 근무태도에 견디지 못하고, 스트레스로 입원했다.
필요자격은 GS자격취득시험 합격 및 고졸 이상으로, 이 응모요강을 보고 피트는 요코시마의 다니는 고등학교에 중도 편입했다.